# オービックビジネスコンサルタント
株式会社 オービックビジネスコンサルタント（かぶしきがいしゃオービックビジネスコンサルタント、英: Obic Business Consultants Co.,Ltd.）は、東京都新宿区西新宿に本社を置く、ERPソフトウェアの開発を行う日本のIT企業。

## 企業概要
大原簿記学校会計士課勤務を経た和田成史（現・代表取締役）が設立した、コンピュータプログラムの製作及・システム設計業務を目的とする、株式会社ビック・システム・コンサルタント・グループを前身とする。
1983年にMS-DOS版の製品である「TOP財務会計」をリリース。1993年にリリースされた財務会計ソフト「勘定奉行」は、1995年に発売されたWindows95の対応版の素早いリリースと、歌舞伎役者の中村京蔵を起用したCMによって市場シェアを獲得する。オンプレミス中心のビジネスモデルから、2018年には自社製品を全面的にSaaSへ移行した。
「勘定奉行のOBC」として認知されており、同社の提供する「奉行クラウド」シリーズは、SMB向けERP分野でトップシェアを占めており、導入数は約72万社（2023年9月時点）。また2023年IPO実現企業の半数（50%）が同社製品を導入している。
日経コンピュータ公開の「2022-2023年顧客満足度ERP部門ランキング」で第1位に選出。
2025年3月10日に、経済産業省が制度設計を行い日本健康会議が認定する「健康経営優良法人2025（大規模法人部門）ホワイト５００」に初認定。

## 沿革
- 1980年12月 - 株式会社ビッグ・システム・コンサルタント・グループとして設立。
- 1981年5月 - 株式会社オービック・ビジネス・コンサルタントに社名変更。
- 1995年12月 - 現社名に変更。
- 1999年10月 - 株式を店頭登録。
- 2004年3月 - 東証1部に上場。
- 2007年10月 - 統合型基幹業務システム「奉行 V ERPシリーズ」を販売開始。
- 2014年4月 - 日本マイクロソフトと基幹業務システムのクラウド運用において協業
- 2018年4月  - SaaSモデル「奉行クラウド」販売開始。
- 2022年
  - 4月 - 東京証券取引所の市場再編に伴い、プライム市場への移行。
  - 10月 -「奉行V ERPクラウド」発売。